# Politica estera russa dopo la guerra di Crimea

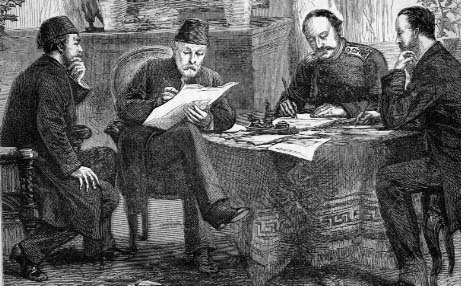
Firma della Pace di Santo Stefano

La politica estera russa dopo la guerra di Crimea seguì sostanzialmente tre direttive: il tentativo di una espansione ad Oriente (da cui scaturì il cosiddetto "grande gioco"), la risoluzione del "problema balcanico" e il rafforzamento del ruolo giocato dall'impero zarista nel periodo della Belle Époque.

## Conseguenze della Guerra di Crimea
Dopo la Guerra di Crimea del 1855, che aveva visto le maggiori potenze europee schierarsi a fianco dell'Impero ottomano contro la Russia, questa seguì, per un certo tempo, una politica estera prudente e ragionata finché la pressione delle componenti nazionaliste della società russa unita ad ulteriori tensioni nei Balcani non condusse ad un'altra disastrosa guerra dopo il 1870. Il Trattato di Parigi del 1856, firmato al termine della Guerra di Crimea, aveva smilitarizzato il Mar Nero e privato la Russia della striscia di Bessarabia situata sul delta del Danubio.
Il trattato attribuiva alle potenze occidentali (Francia e Gran Bretagna) il dovere di proteggere i cristiani che vivevano nell'Impero Ottomano sottraendo tale ruolo alla Russia che si era designato come loro protettore con il Trattato di Küçük Kaynarca del 1774. Il primo obiettivo della politica estera dello zar Alessandro II, dopo la Guerra di Crimea,  fu quello di alterare gli accordi di Parigi in modo da riguadagnare l'accesso navale al Mar Nero.
Gli uomini politici russi vedevano Gran Bretagna e Austria (ribattezzata Austria-Ungheria nel 1867) come oppositori dei loro obiettivi e quindi concentrarono i loro sforzi per mantenere buoni rapporti internazionali con la Francia, la Prussia e con gli Stati Uniti. La Prussia (Germania a partire dal 1871) rimpiazza in questi anni la Gran Bretagna come principale banchiere della Russia.

## L'espansione ad Oriente
In seguito alla Guerra di Crimea il regime zarista rielaborò la sua politica di espansione che si spostò verso il sud della Russia Asiatica. Per prima cosa le truppe russe operarono per assicurarsi il controllo del Caucaso dove le popolazioni musulmane dei Ceceni, dei Circassi e dei Daghestani erano in continua rivolta. Dopo la cattura del leggendario capo ribelle ceceno Shamil nel 1859 l'esercito russo riprese l'espansione in Asia centrale che era stata iniziata sotto Nicola I. La conquista di Tashkent fu un'importante vittoria sul Khanato di Kokand parte del quale fu annesso nel 1866.
L'anno seguente le forze russe occuparono ulteriore territorio con il quale venne creata la "Gubernija del Turkestan con capitale Tashkent. Nel 1868 le forze russe tolsero Samarcanda al Khanato di Bukhara. Questi ultimi ampliamenti territoriali portarono la Russia ad avvicinarsi ai confini dell'India dove erano molto forti gli interessi inglesi. Proprio per non allarmare la Gran Bretagna Mosca decise allora di arrestare la sua espansione in quella direzione e quindi il Khanato di Bukhara, la Persia e l'Afghanistan rimasero indipendenti.
La Russia seguì l'esempio di Stati Uniti, Gran Bretagna e Francia nello stabilire relazioni diplomatiche con il Giappone e insieme alla Gran Bretagna ed alla Francia ottenne concessioni dalla Cina come conseguenza della Seconda Guerra dell'Oppio (1856 – 1860). Con il Trattato di Aigun del 1858 ed il successivo Trattato di Pechino del 1860  la Cina concesse alla Russia ampi diritti di commercio e le regioni adiacenti ai fiumi Amur e Ussuri permettendole la costruzione di una base navale a Vladivostok. Nel frattempo, nel 1867, la logica del bilanciamento dei poteri e la necessità di trovare i fondi per difendere ed aprire allo sviluppo la regione dell'Amur-Ussuri costrinsero la Russia a vendere l'Alaska agli Stati Uniti.

## La questione Balcanica
Per quanto riguarda l'Europa in un primo tempo La Russia appoggiò la diplomazia francese in funzione anti-Austriaca.  Questa debole intesa si deteriorò  nel 1863, quando La Francia appoggiò la rivolta Polacca contro la dominazione Russa. Come risposta la Russia si allineò con la Prussia approvando l'unificazione della Germania in cambio della revisione del Trattato di Parigi ed alla rimilitarizzazione del Mar Nero. Questo risultato venne ottenuto, dalla Russia, alla Conferenza di Londra del 1871 conseguente alla sconfitta francese nella Guerra Franco-Prussiana. Nel 1873, per iniziativa della Germania, si costituì la Lega dei tre imperatori con Russia e Austria-Ungheria avente principalmente lo scopo di prevenire alleanze di queste ultime con la Francia.
Malgrado ciò i rapporti tra Russia e Austria-Ungheria rimasero tesi a causa delle rivalità di queste nazioni nell'area balcanica dove ribollivano sentimenti di nazionalismo pan-slavo ed odio anti-Ottomano. A partire dal 1870 le pressioni dei nazionalisti russi affinché Mosca si impegnasse nel liberare i Cristiani residenti nei Balcani dal giogo Ottomano, facendo della Bulgaria e della Serbia quasi dei protettorati russi, aumentarono. Tra il 1875 ed il 1877 la crisi balcanica subì una escalation con ribellioni in Bosnia, Erzegovina e Bulgaria, che vennero represse nel sangue con una tale crudeltà che la Serbia, ma nessuna delle altre potenze Europee, dichiarò guerra all'Impero Ottomano.
Agli inizi del 1877 la Russia decise in andare in aiuto all'assediata Serbia inviando, inizialmente,  reparti di volontari. Nell'arco di pochi mesi le truppe russe arrivarono nei pressi di Costantinopoli e gli Ottomani chiesero la resa. I generali ed i diplomatici nazionalisti convinsero allora lo Zar, Alessandro II, a forzare la mano all'Impero Ottomano costringendolo a firmare la Pace di Santo Stefano, nel marzo 1878, con cui venne prefigurata costituzione di una Grande Bulgaria che avrebbe compreso tutta la Macedonia, cioè  una grande parte dei Balcani sud occidentali.
Il resto delle potenze europee non vide di buon occhio questa espansione dell'ingerenza russa e quando la Gran Bretagna minacciò la guerra sui termini degli accordi di Santo Stefano, la Russia vittoriosa nella guerra balcanica, ma esausta dovette accettare. Al Congresso di Berlino del luglio 1878 la Russia accettò la creazione di una Bulgaria molto rimpicciolita. I nazionalisti russi erano furiosi nei confronti della Germania e dell'Austria-Ungheria per la loro mancanza di appoggio alla politica di San Pietroburgo ma lo Zar decise di accettare una rinnovata e rafforzata Alleanza dei Tre imperatori riconoscendo in pratica l'egemonia dell'Austria-Ungheria nei Balcani Occidentali.

## L'ultimo quarto di secolo
Ancora una volta gli interessi diplomatici e militari della Russia ritornarono nell'Asia centrale, dove vi erano state numerose rivolte a partire dal 1870. La repressione di queste rivolte portò all'incorporazione nell'impero di un certo numero di emirati indipendenti. I timori inglesi si risvegliarono quando le truppe russe occuparono le regioni della Turkmenia ai confini con la Persia e l'Afghanistan ma la Germania supportò con la sua diplomazia gli interessi russi evitando così il possibile scoppio di una guerra Anglo-Russa. Nel frattempo il patrocinio russo all'indipendenza della Bulgaria portò a risultati negativi ed i Bulgari, indispettiti dalle continue interferenze russe nei loro affari interni, cercarono il supporto dell'Impero austro-ungarico.
Nel confronto tra le due potenze la Germania prese posizione nei confronti della Russia cercando nel frattempo di rabbonire lo Zar offrendogli un trattato bilaterale di alleanza difensiva, il Trattato di controassicurazione del 1887. Nell'arco di un anno i contrasti tra i due firmatari divennero però così gravi che Bismarck proibì ulteriori prestiti alla Russia, per cui la Francia sostituì la Germania in tale ruolo. Quando, nel 1890, il Kaiser Guglielmo II rimosse Bismarck dal suo incarico il debole legame Russo-Tedesco collassò del tutto dopo aver resistito per 25 anni. Tre anni dopo la Russia si alleò con la Francia (Alleanza franco-russa) formando una coalizione volta a contrastare l'alleanza tra Germania e Austria-Ungheria del 1879.